# Leo Nielsen
Carl Leo Holger Nielsen (Randers, 5 de març de 1909 - Copenhaguen, 15 de juny de 1968) va ser un ciclista danès que va córrer durant els anys 20 i 30 del segle xx i que va prendre part en dos Jocs Olímpics, els de 1928 a Amsterdam i els de 1932, a Los Angeles, guanyant dues medalles, una d'or i una de plata.
El 1928, a Amsterdam, va guanyar una medalla d'or en la contrarellotge per equips, formant equip amb Orla Jørgensen i Henry Hansen. En la contrarellotge individual fou setè. El 1932, a Los Angeles, va guanyar una medalla de plata en la contrarellotge per equips, junt a Frode Sørensen i Henry Hansen. En la contrarellotge individual quedà novè.

## Palmarès
- 1928
  -  Campió olímpic de contrarellotge per equips
- 1932
  -  Medalla de plata olímpica de contrarellotge per equips
  - 1r a Rudersdalløbet
- 1934
  -  Campió de Dinamarca en ruta amateur
  - 1r a la Praga-Karlovy Vary-Praga
- 1935
  - 1r a Nordisk Mesterskab, contrarellotge individual
  - 1r a Nordisk Mesterskab, contrarellotge per equips